# Première circonscription de Lay Gayint
La première circonscription de Lay Gayint est une des 135 circonscriptions législatives de l'État fédéré Amhara, elle se situe dans la Zone Sud Gonder. Sa représentante actuelle est Askale Tilahun Tessema.